# Худуаршъ Даогао
Худуаршъ Даогао (на китайски: 呼都而尸道皋; на пинин: Hūdū'érshī Dàogāo) е шанюй на хунну, управлявал от 18 до 46 година.

## Живот
Личното му име е Ю. Наследява брат си Улей след неговата смърт. Худуаршъ Даогао се възползва от гражданската война в Китай и подкрепя противниците на Уан Ман, а след неговото сваляне – Въстанието на червените вежди. Той отказва да признае васалния статут на хунну от предходните десетилетия, което води до продължителен конфликт.
След разгрома на Въстанието на червените вежди Худуаршъ Даогао издига свой претендент за престола, Лу Фан, който намира привърженици в Китай и воюва с променлив успех срещу императора. Хунну установяват траен контрол над северните части на империята, а техни военни части започват да проникват и във вътрешността на Китай.
Худуаршъ Даогао умира през 46 година и е наследен от сина си Уда Дихоу.